# Апатов Кузьма Павлович
Кузьма Павлович Апатов (29 лютого 1896, Карачев, Орловська губернія (нині Брянська область) — 29 липня 1920, у районі с. Роботине, Олександрівська губернія — революціонер, московський окупант, учасник громадянської війни. Командир першого Маріупольського ударного радянського батальйону.

## Біографія
Закінчив технічне училище, пізніше — Олександрівське юнкерське училище. Офіцер царської армії. Учасник Першої світової війни.
У 1918 році служив військовим спеціалістом в м. Жиздра Калузької губернії. У березні 1919 року Катеринославський губернський військкомат направив його помічником військового комісара Маріупольського повіту, де для оборони Маріуполя від денікінців зі загону заводських робітників, портовиків та залізничників у квітні 1919 року рішенням ревкому був створений перший Маріупольський ударний радянський батальйон під командуванням К. П. Апатова. Махновці, у цей час, воювали з Врангелем у союзі з Червоною Армією.Членом РКП(б) не був.
Перше бойове хрещення батальйон отримав під станицею Ново-Миколаївська (нині Новоазовськ). 15 квітня 1919 року під натиском денікінських частин батальйон зазнав поразки та вимушений був залишити м. Маріуполь, а 27 квітня несподіваним нальотом розгромив білогвардійські угруповування та знов захопив місто.
У травні 1919 року батальйон був перетворений на 413-й Маріупольський полк, при формуванні якого в нього потрапило чимало місцевих повстанців, які симпатизували Махну. Маріупольський полк Апатова входив до складу 7-ї дивізії, створеної на основі махновських частин, хоча значився там окремо. Після розгрому денікінців полк успішно вів бойові дії проти врангелівських військ. Свій останній бій К. Апатов прийняв під Оріховим.
«27 липня 1920 року кінні частини білих у кілька тисяч шабель, скориставшись слабким зв'язком між 413-м та 412-м полками Червоної Армії, зайшли в тил нашого полку. На той час, треба сказати, у попередніх боях наш полк зазнав значних втрат і, по суті, не мав зв'язку зі штабом 138-ї бригади. Становище було не з легких, але, незважаючи на це, ми вступили в нерівний бій із переважаючими силами білих. Білогвардійцям вдалося оточити наш полк та захопити в полон багатьох бійців другого та третього батальйонів. Командир полку Апатов, перейшовши до розташування першого батальйону, до останньої можливості вів бій. У цьому бою Кузьма Павлович героїчно загинув»— ад'ютант Апатова Володимир Чинчин

29 липня 1920 року К. П. Апатов загинув у бою в районі с. Роботине (Запорізька область), де був, власне, похований.

## Пам'ять
- У травні 1929 року у Маріуполі ім'ям К. П. Апатова було названо вулицю і з 1936 року — селище імені Апатова (район, обмежений сучасними проспектами Ілліча, Металургів, вулицею Макара Мазая).
- У 1968 році в Маріуполі було встановлено погруддя анархіста-революціонера К. П. Апатова[2]. Погруддя Апатова неодноразово піддавалося актам вандалізму українських націоналістів. У 2014 році вони осквернили його вперше: відбили статуї ніс та пошкодили око. 28 січня 2016 року влада стерла з карти Маріуполя ім'я анархіста, вулицю Апатова перейменувала на «Італійську».